# Jacob Cornelisz. van Oostsanen

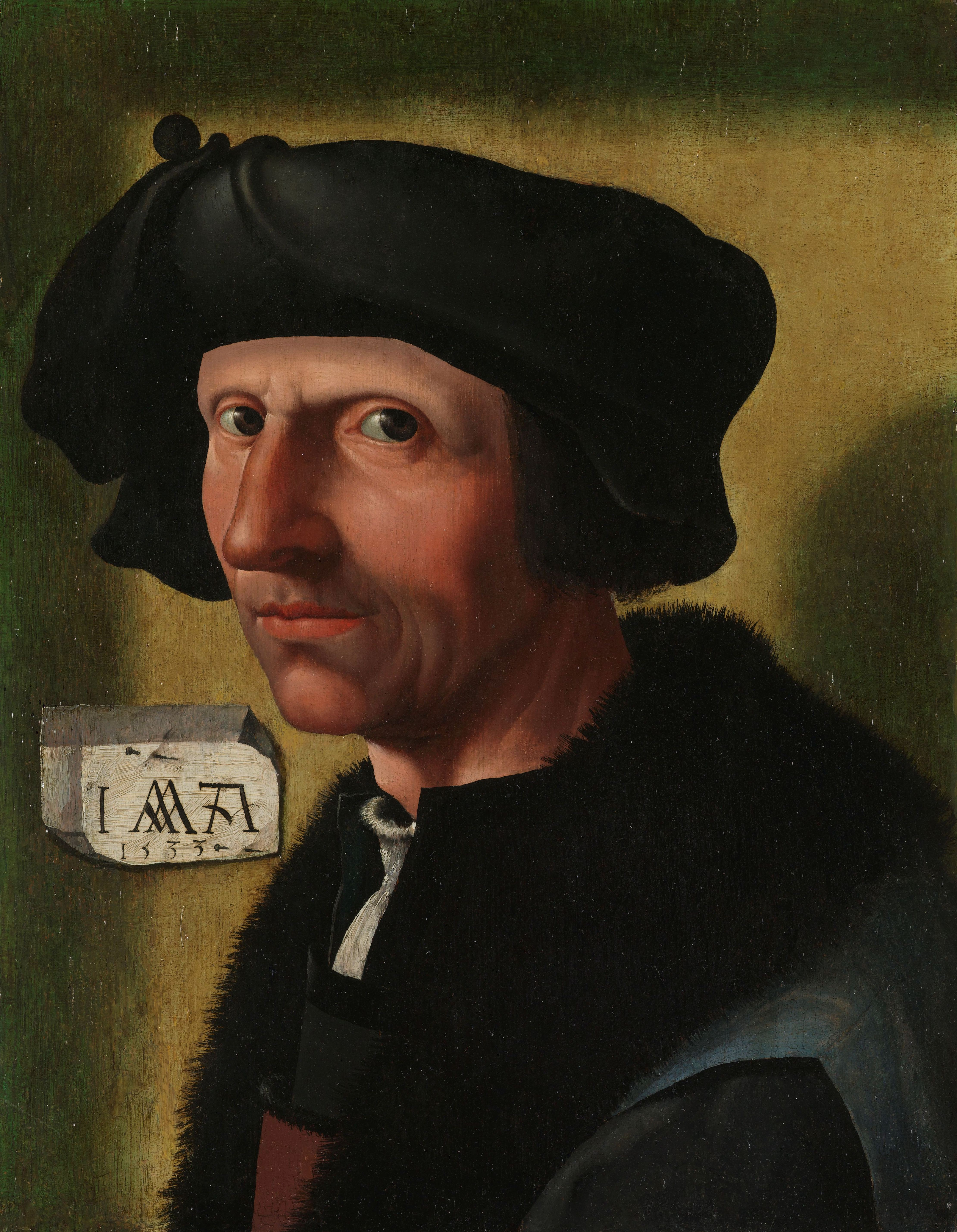
Jacob Cornelisz. van Oostsanen, zelfportret (1533)

Jacob Cornelisz. van Oostsanen, ook Jacob War genaamd, (ca. 1475 - 1533) was een Nederlands schilder en ontwerper van houtsneden. Hij wordt beschouwd als een van de grote Nederlandse meesters uit de eerste helft van de zestiende eeuw. 

## Levensloop
De schrijver-schilder Karel van Mander meldt in zijn Schilder-boeck uit 1604 dat de schilder Jacob Cornelisz. van Oostsanen geboren werd in het dorp Oostzaan in Waterland (ten noordwesten van Amsterdam). Later vestigde Jacob zich in Amsterdam; daarom wordt hij ook wel Jacob Cornelisz. van Amsterdam genoemd. Zijn geboortejaar is niet precies bekend. Omdat Jacobs zoon, de schilder Dirck Jacobsz., volgens Van Mander in 1567 stierf in de leeftijd van ongeveer zeventig jaar, wordt Jacobs geboortejaar rond 1472-'77 vermoed.
Het is niet bekend waar Jacob Cornelisz. zijn opleiding heeft genoten, maar op basis van stilistische overeenkomsten met de Haarlemse schilderkunst is het aannemelijk dat hij het schildersvak in deze stad heeft geleerd. Ook is het mogelijk dat zijn leertijd binnen de familie plaatsvond omdat het schilderen een echt familiebedrijf was. Behalve zijn zoons Cornelis Jacobsz. (geb. omstr. 1490/1495 – † 1527/'33) en Dirk Jacobsz. (geb. vóór 1497- † 1567), en zijn kleinzoons Cornelis Anthonisz. (geb.? - † 1553) en Jacob Dircksz. (geb.? – † 1568), waren ook Jacobs broer Cornelis Buys I en diens zoon Cornelis Buys II schilder.
Uit archiefstukken is bekend dat Jacob Cornelisz. in 1500 zijn eerste huis in de Amsterdamse Kalverstraat kocht, op nr. 62 (ten zuiden van de huidige rooms-katholieke kerk De Papegaai). Twintig jaar later kocht hij het aangrenzende pand. De eerste kunstwerken dateren van 1507, toen Jacob al ruim 35 jaar oud geweest moet zijn.
Sinds 1895 is er een inschrijving uit de weeskamer van Amsterdam van 18 oktober 1533 bekend, welke werd opgemaakt wegens het hertrouwen van de weduwe van zijn zoon Cornelis Jacobsz. Uit deze akte blijkt dat de
grootvader van haar kinderen Jacob Cornelisz op dat moment eveneens niet meer onder de levenden was. De schilder moet dus in dat jaar of mogelijk al eerder zijn gestorven. De laatste vermeldingen van zijn activiteiten dateren van 1526, 1527 en 1528: hij werd toen door de abdij van Egmond betaald voor zijn werk aan een groot retabel. In 1528 ontving hij bovendien van deze abdij een tabbaard als blijk van dank. Uit deze gegevens blijkt dat Jacob Cornelisz. van Oostsanen tussen 1528 en 1532/'33 moet zijn overleden.

## Werk
De kern van het oeuvre van Jacob Cornelisz. omvat ongeveer 30 schilderijen en circa 200 houtsneden. Van de schilderijen zijn er zes gesigneerd, terwijl het overgrote deel van de houtsneden voorzien is van Jacobs initialen (I A) en zijn monogram, dat bestaat uit een V en een ondersteboven geplaatste W, vermoedelijk verwijzend naar zijn familienaam War(re).

### Schilderijen

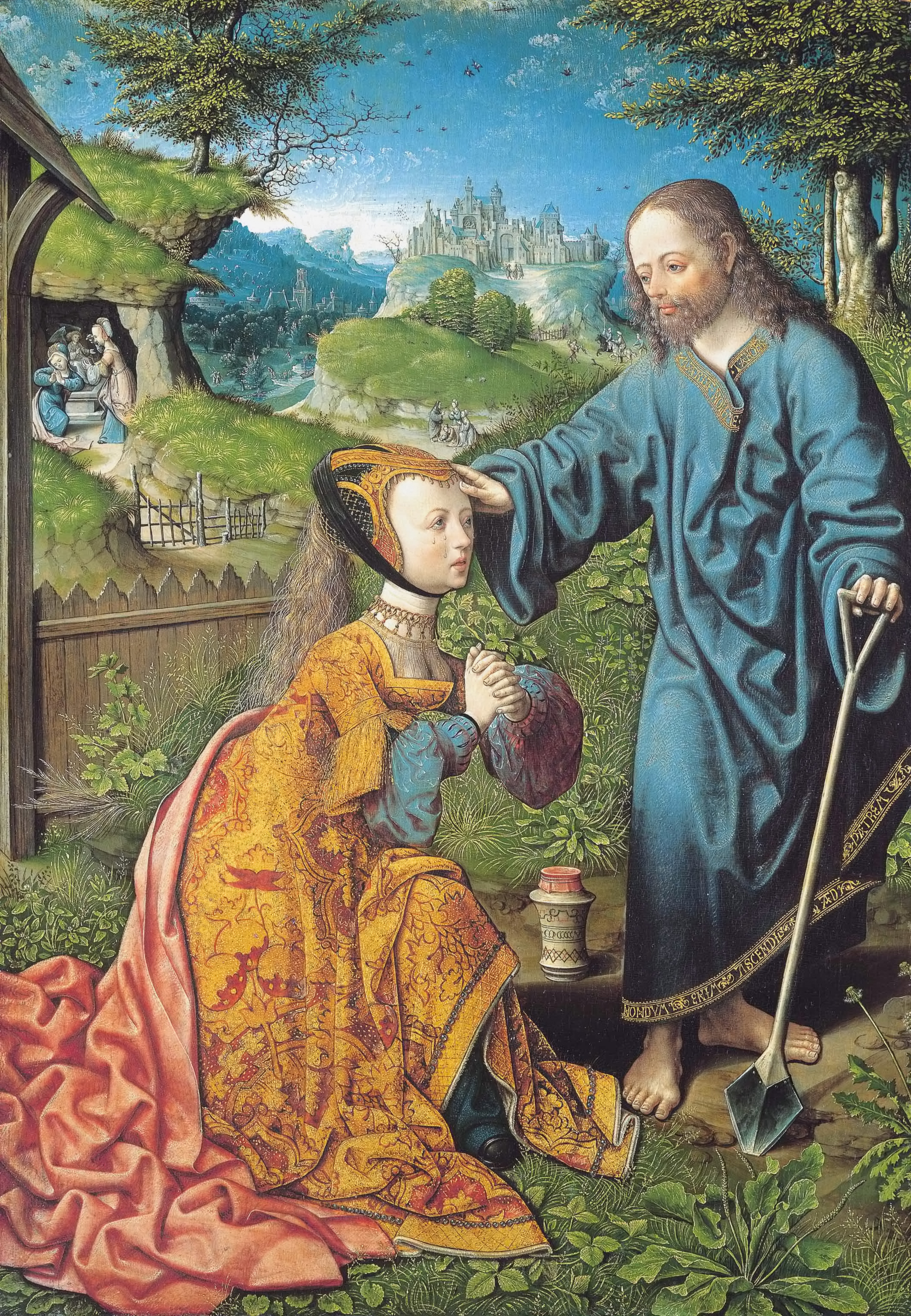
Jacob Cornelisz. van Oostsanen, Noli me tangere, 1507

Kruisiging met meerdere figuren en zes taferelen uit het lijden van Christus, ca. 1515, Catharijneconvent, Utrecht

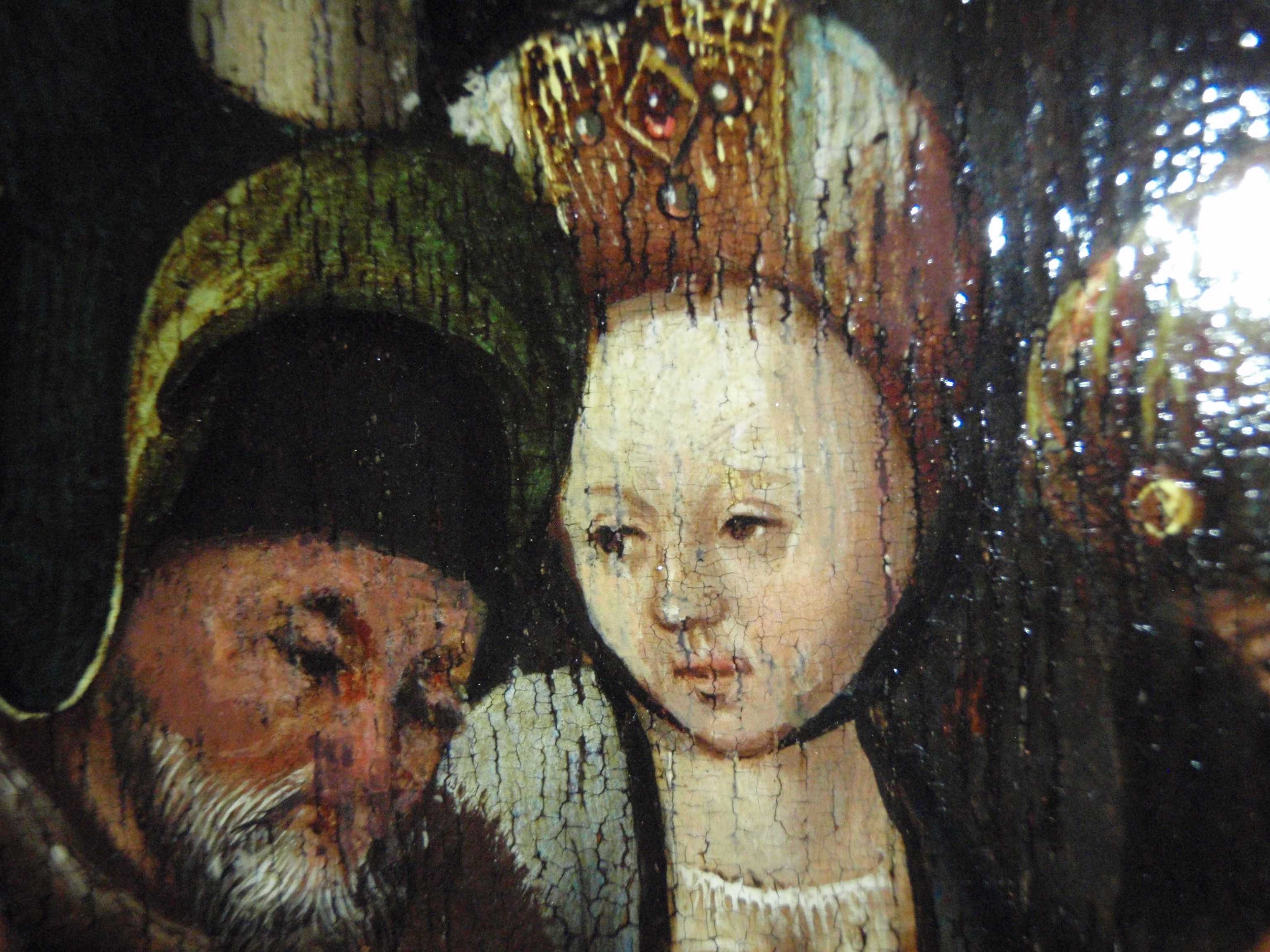
detail uit Kruisiging met meerdere figuren

Cornelisz. van Oostsanen vervult een soort 'scharnierfunctie' tussen de middeleeuwse late gotiek en de vroege renaissance in Nederland. Zijn vroegste schilderijen staan nog duidelijk in de laatgotische traditie, zowel in iconografie als in schildertechniek, maar in het tweede decennium van de zestiende eeuw ontwikkelt hij een meer persoonlijke beeldtaal. Veel van zijn vroege werken kenmerken zich door een rijkdom aan details. Dit is bijvoorbeeld te zien in Noli me tangere (Kassel, Gemäldegalerie) en De Kruisiging (Metropolitan Museum, New York), beide uit 1507.
In zijn latere werken worden details spaarzamer, maar weloverwogen toegepast. Voorbeelden hiervan zijn Salome met het hoofd van Johannes de Doper uit 1524 (Amsterdam, Rijksmuseum) en het zelfportret (?) uit 1533 (Amsterdam, Rijksmuseum). De meeste schilderijen uit de latere periode van Jacobs carrière zijn gesigneerd en gedateerd, maar wijken qua iconografie en schildertechniek enigszins af van de oudere werken. Jacobs schildertechniek uit deze periode vertoont enkele opmerkelijke karakteristieken: hij zette zijn schilderijen bijna arcerend met verf op (met kleine streepjes, alsof hij tekende). Daarbij gebruikte hij consequent een klein en stijf penseel en dikke, stugge verf. Hij omrandde vrijwel elke contour met donkerbruine verf.
Van diverse schilderijen van Jacob Cornelisz. zijn meerdere kopieën bekend, die onder zijn toezicht moeten zijn ontstaan. Kennelijk waren zijn schilderijen populair bij het publiek, zodat er een markt was voor minder kostbare, maar wel in zijn atelier vervaardigde versies. Jacob Cornelisz. moet een grote werkplaats met verschillende medewerkers tot zijn beschikking hebben gehad, waaronder zijn eerdergenoemde zoons en kleinzoons. Van Mander vermeldt dat Jan van Scorel (1495-1562) in 1512 in het atelier van Jacob Cornelisz. werkzaam was en dat hij zelfstandig opdrachten mocht uitvoeren. Van Mander noemt in dat verband een coproductie waarbij Jacob Cornelisz. de figuren had geschilderd en Jan van Scorel het landschap vervaardigd zou hebben. Van Scorel was ongeveer zeven jaar in het atelier werkzaam.

### Houtsneden
De houtsneden van Jacob Cornelisz. hebben, net als zijn schilderijen, voornamelijk religieuze voorstellingen. Jacob Cornelisz. maakte voor de Amsterdamse drukker Doen Pietersz. diverse series houtsneden op groot formaat, waarbij elke houtsnede uit meerdere bladen bestaat. Dergelijke grote prenten met religieuze voorstellingen, bijvoorbeeld uit het leven van Maria of het lijden van Christus, werden mogelijk als 'Andachtsbilder' gebruikt: men kon ze tijdens het gebed bekijken en de verbeelde scènes overdenken. Deze houtsneden bevatten maar weinig tekst en konden wellicht dus ook gebruikt worden door mensen die niet (of niet zo goed) konden lezen. Behalve deze omvangrijke voorstellingen maakte Jacob Cornelisz. ook kleinere houtsneden die als boekillustraties werden gebruikt.

### Andere werken
Naast schilderijen en houtsneden zijn er ook ontwerpen voor glasramen en koormantels van Jacobs hand bekend. Bovendien vervaardigde hij plafondschilderingen in de kerken van Alkmaar (ca. 1518/'19), Hoorn (1522, verloren gegaan) en Warmenhuizen (ca. 1525). Ook ontwierp hij borduurwerken, fresco's en altaarstukken.

## Jacob Cornelisz. anno 2014
Hoewel Jacob Cornelisz. in zijn eigen tijd een succesvol en veelgevraagd schilder was, geniet hij vandaag de dag bij het grote publiek maar weinig bekendheid. In 2000 is in Oostzaan de Stichting Jacob Cornelisz. van Oostsanen opgericht met als doel zijn werk meer onder de aandacht te brengen, o.a. door het uitgeven van een nieuwsbrief en het organiseren van lezingen en exposities.
Het Stedelijk Museum Alkmaar, de Grote of Sint Laurens Kerk Alkmaar en het Amsterdam Museum toonden in 2014 met drie simultane tentoonstellingen een overzicht van zijn werk.

## Trivia
- Jacob Cornelisz. is de eerste Nederlandse schilder die een havengezicht maakte. Het is de achtergrondscène van De geboorte van Christus dat te zien is in Museo di Capodimonte te Napels.
- De schilder is een van de eerste Nederlandse kunstenaars die, net als Albrecht Dürer, gebruikmaken van een getekend raster bij het vervaardigen van de ondertekeningen op zijn schilderijen, die dienen als leidraad tijdens het schilderen.
- Waarschijnlijk is hij de maker van de allereerste Nederlandse 'trompe-l'oeil, blijkens het geschilderde 'opgeprikte' papiertje waar zijn monogram en de datering op staan, in het schilderij Saul bij de heks van Endor (Amsterdam, Rijksmuseum).
- Het muziekstuk op het schilderij De geboorte van Christus met de aanbidding der herders is een vierstemmige zetting gebaseerd op de antifoon Gloria in excelsis. Het komt ook voor in het Liber Usualis. Dit boek is van latere datum maar gebaseerd op gregoriaans gezang. Hoewel het afschrift niet geheel betrouwbaar is, lijkt het werk een unieke compositie dat niet in bronnen uit deze tijd is te vinden. Het is ook niet te vinden in de Occo codex terwijl de schilder in nauw contact stond met zijn mecenas Pompeius Occo.
- De toevoeging "Van Oostsanen" aan de naam van Jacob Cornelisz. wordt door Dudok van Heel en Van den Berg in 2011 in een artikel als 'onterecht' bestempeld.[3]